# Menkyo
Menkyo (免許) is een Japanse term die 'licentie' betekent. Het is een vaardigheidscertificaat van een beoefenaar en kan tevens inhouden dat hij/zij bevoegd is de kunst in kwestie zelfstandig te onderwijzen. Menkyo worden meestal verleend in de vorm van handgeschreven rollen densho of makimono in klassieke Japanse krijgskunsten maar ook in andere kunsten, zoals: schilderen (sumi-e), theeceremonie (chadō), bloemschikken (ikebana) of kalligrafie (shodō).

## Rangen en niveaus
Het menkyo-systeem kent verschillende gradaties. De exacte indeling verschilt van school tot school; variërend van twee tot negen niveaus. Daarmee zijn er aanzienlijk minder verschillende niveaus dan in het dan-systeem, dat immers 6 à 10 kyu-graden en 10 dan-graden heeft. De hoogste graad is menkyo kaiden. Dit houdt in dat de beoefenaar het gehele systeem beheerst en gemachtigd is zijn eigen school (“ryū”) te stichten.
Sommige scholen hanteren het dan- en menkyo-systeem naast elkaar.

## Voorbeelden
Binnen Tenshin Shoden Katori Shinto Ryu:
- Mokuroku ("catalogus")
- Menkyo ("licentie, certificaat")
- Gokui Kaiden ("diepste overlevering")

Oorspronkelijk binnen Shintō Musō-ryū jō:
- Oku-iri ("certificaat van binnenkomst")
- Shomokuroku ("kleine catalogus")
- Gômokuroku ("eind catalogus")
- Menkyo ("licentie")
- Menkyo Kaiden ("certificaat van complete overgang")